# Pronville-en-Artois
Pronville is een gemeente in het Franse departement Pas-de-Calais (regio Hauts-de-France) en telt 272 inwoners (1999). De plaats maakt deel uit van het arrondissement Arras.

## Geografie
De oppervlakte van Pronville bedraagt 6,1 km², de bevolkingsdichtheid is 44,6 inwoners per km².
De onderstaande kaart toont de ligging van Pronville-en-Artois met de belangrijkste infrastructuur en aangrenzende gemeenten.

## Demografie
Onderstaande figuur toont het verloop van het inwonertal (bron: INSEE-tellingen).